# Крут (Об)
Крут (фр. Croûtes) насеље је и општина у североисточној Француској у региону Шампањ-Арден, у департману Об која припада префектури Троа.
По подацима из 2011. године у општини је живело 101 становника, а густина насељености је износила 14,21 становника/km². Општина се простире на површини од 7,11 km². Налази се на средњој надморској висини од 137 метара.

## Демографија
| 1962. | 1968. | 1975. | 1982. | 1990. | 1999. | 2011. |
| ----- | ----- | ----- | ----- | ----- | ----- | ----- |
| 120   | 134   | 138   | 114   | 114   | 113   | 101   |

График промене броја становника у току последњих година